# Appias panda
Nicobar Albatross, Appias panda subspecies chrysea là một loài bướm nhỏ thuộc họ Pieridae, có màu vàng và trắng, được tìm thấy ở Nicobar Islands of India.

## Tham khảo

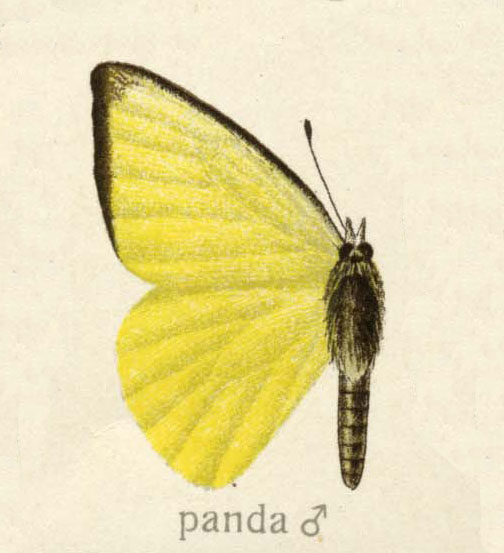
Appias panda male